# Castillo Azul (Bolivia)
Castillo Azul es un edificio ubicado en la ciudad de Tarija, al sur de Bolivia. Se encuentra ubicada sobre la calle Bolívar entre las calles Junín y O'Connor. Fue mandado a construir por el señor Moisés Navajas Ichazo, un empresario comerciante que previamente hizo construir la Casa Dorada en Tarija. Esta edificación fue una casa de campo de la familia Navajas, y su infraestructura fue diseñada por el arquitecto suizo-italiano Miguel Camponovo Pagano, en ella se utilizaron adobes de barro, ladrillos, cal, piedra, madera rolliza y yeso. Fue diseñado junto con la tendencia europea del art noveau para su construcción.
Es considerado uno de los edificios más emblemáticos de la ciudad de Tarija. La casa es privada, pero se aceptan visitas particulares previa coordinación con los dueños.

## Historia
El Castillo Azul fue construido en el siglo XIX, por encargo del comerciante Moisés Navajas Ichazo, y fue utilizada como casa de campo de éste y su pareja, Esperanza Morales. En 1962, el edificio fue vendido a la familia Rengel. Debido a que se encontraba en mal estado, la estructura del Castillo Azul fue refaccionada.

## Diseño
El Castillo Azul fue diseñado por los hermanos Camponovo con un estilo de la época del siglo XIX, el modernismo. Se caracteriza por su color azul cielo con detalles ornamentales como molduras y cornisas en blanco que le dan un aspecto propio. Al frente del palacio se combinan diferentes estilos empleando curvas y rectas, que se pueden apreciar tanto en sus aberturas como en las cuatro cúpulas que tiene el edificio.